# Catalog of Fishes
Catalog of Fishes hay Eschmeyer's Catalog of Fishes là một cơ sở dữ liệu ngư học trực tuyến toàn diện, nguồn tham khảo về tên khoa học của các loài cá trên toàn cầu và hệ thống phân loại của chúng. Cơ sở dữ liệu này được chủ trì bởi Viện Hàn lâm Khoa học California (California Academy of Sciences - CAS) và có sẵn cả trực tuyến lẫn in ấn. Cơ sở dữ liệu này được biên soạn và liên tục được cập nhật bởi giám tuyển danh dự (curator emeritus) của bộ sưu tập cá CAS, William Eschmeyer. Sau khi Eschmeyer qua đời cuối năm 2024, Ronald Fricke trở thành tác giả chính của cơ sở dữ liệu này.
Các bậc phân loại trong Catalog of Fishes được chấp nhận bởi giới học thuật và được sử dụng làm tài liệu tham khảo cơ sở, chẳng hạn như cơ sở dữ liệu cá toàn cầu lớn hơn là FishBase. FishBase đã tham chiếu chéo đến thông tin của Catalog cho tất cả các đơn vị phân loại được chấp nhận. Tính đến tháng 7/2025, Catalog có thể tham chiếu cho 62.375 tên loài cá được phân loại vào 5.302 chi hợp lệ, khoảng 37.245 trong tổng số tên loài đó hiện đang được chấp nhận (hợp lệ) với 18.990 loài nước ngọt. Thông tin cho một tên loài bất kỳ thường bao gồm mô tả ban đầu, mẫu vật loại, tham chiếu đến cách sử dụng tên trong tài liệu phân loại, tuyên bố về tình trạng hiện tại của tên, tên hợp lệ của đơn vị phân loại và họ mà nó thuộc về. Năm 2023, 2024, 2025 lần lượt có 350; 407; 148 loài mới được mô tả.
Bản in gồm 3 tập dày 3000 trang và đĩa CD của Catalogue đã được xuất bản vào năm 1998. Công trình tương tự đã đươc xuất bản trước đó là tác phẩm Catalog of the genera of recent fishes vào năm 1990.
Danh mục này được đổi tên thành Eschmeyer's Catalog of Fishes vào năm 2019 và hiện được biên tập bởi Ronald Fricke, Richard van der Laan và William N. Eschmeyer. Danh mục này hiện có sẵn trực tuyến và được cập nhật hàng tháng.